# Juan Maglio (Musiker)
Juan Félix Maglio (* 18. November 1881 in Buenos Aires; † 14. Juli 1934), bekannt als Pacho, war ein argentinischer Bandoneonist, Bandleader und Tangokomponist.

## Leben
Maglio hatte zunächst Bandoneonunterricht bei Luis Almeida, ab 1898 bei Domingo Santa Cruz. 1899 debütierte er im Café El Vasco mit einem Trio mit dem Geiger Julián Urdapilleta und dem Gitarristen Luciano Ríos. Ab 1903 leitete er ein Quartett mit dem Geiger Luis Guerrero, dem Flötisten José Guerrero und Luciano Ríos, das 1910 erstmals im Café La Paloma auftrat. 1912 wurde er mit einer Formation namens Orquesta Típica Criolla Juan Maglio Pacho vom Label Columbia für Aufnahmen engagiert. Dieses Orchester bestand aus vier Musikern: dem Geiger José Bonano, dem Flötisten Carlos Hernani Macchi, Luciano Rios und Maglio selbst; es nahm auch Stücke von Domingo Santa Cruz und Gerardo Metallo auf.
1920 gründete Maglio ein neues Orchester, dem die Bandoneonisten Rafael Rossi und Nicolás Primiani, die Geiger Benito Juliá, Salvador Viola und "El Pibe" Rossi, der Pianist Juan Carlos Ghio und der Flötist und Schlagzeuger José Galarza angehörten. 1929 kam in der Bandoneonsektion der damals erst fünfzehnjährige Aníbal Troilo hinzu. Er nahm insgesamt etwa 900 Titel auf, die meisten davon instrumental. Als Refrainsänger (estribillistas) kamen u. a. der Bandoneonist Angel Ramos und José Galarza zum Einsatz, solistische Einsätze hatten Luis Scalon und Carlos Viván.
Ende der 1920er Jahre wurden Maglios Formationen kleiner. Er leitete ein Sextett, dem u. a. der Geiger Elvino Vardaro angehörte, das Bandoneontrio Trío Pacho mit seinem Bruder José Maglio und Luis Servidio und 1929 ein aus den Bandoneonisten Federico Scorticati, Gabriel Clausi und Ernesto Di Cicco, bestehendes Trio, in dem er lediglich die Funktion des Leiters innehatte. 1930 stellte er eine Gruppe aus uruguayischen Musikern zusammen, mit denen er ausschließlich Polkas aufnahm. Diese hatten durchweg Titel in Guaraní, und er signierte sie mit Maglio oder Oglima. Seine letzten Auftritte hatte Maglio 1934 wenige Wochen vor seinem Tod bei Radio Belgrano.

## Kompositionen
instrumental
- El zurdo
- Quasi nada (El combate)
- Armenonville
- Jeanne
- Un copetín
- Adelita
- Sábado inglés
- Royal Pigall (Vokalversion mit Text von José González Castillo: Qué has hecho de mi cariño)
- Cielito
- Tomá mate
- Chile
- Ando pato
- La Guardia Vieja
- Tacuarí

vokal
- Llegué a ladrón por amarte (nach eigenem Text)
- La chacarera (mit José Servidio, Text von Juan Andrés Caruso)
- Tango Argentino (Text von Alfredo Bigeschi)
- A media noche (Text von Enrique Dizeo)
- Copen la banca (Text von Enrique Dizeo)
- El curdela (Text von Jorge Luque Lobos)
- El llorón (Text von Enrique Cadícamo)

Walzer
- Orillas del Plata
- María Esther
- Horas de hastío
- Copo de nieve
- Violetas